# Ehnes (Schalkau)
Ehnes ist ein Ortsteil von Schalkau im Landkreis Sonneberg in Thüringen.

## Lage
440 Meter über NN an einem steilen nach Norden exponierten Nordhang liegt Ehnes südwestlich von Schalkau an der Kreisstraße 20, die zur Landesstraße 1112 verbindet.

## Geschichte
1358/1362 wurde Ehnes erstmals urkundlich erwähnt.
Der Ort hatte einst Verbindung zur Burg Schaumberg. Im Jahr 1910 hatte der Ort 145  und 1939 142 Einwohner. Heute sind noch Spuren der ehemaligen Wasserburg von Ehnes sichtbar. Die Ziegelei Ehnes ist bekannt.
Am 1. Juli 1950 wurde Ehnes nach Schalkau eingemeindet. Am 1. Februar 1984 wurde der Ort durch Ausgliederung wieder zu einer eigenständigen Gemeinde, bis diese am 8. März 1994 erneut nach Schalkau eingemeindet wurde. 121 Einwohner lebten 2012 im Dorf.

## Dialekt
In Ehnes wird Itzgründisch, ein mainfränkischer Dialekt, gesprochen.